# Acidosasa
Acidosasa ist eine Gattung verholzender, strauch- bis baumförmig wachsender Bambusarten. Das Verbreitungsgebiet liegt in China und Vietnam. 

## Beschreibung
Die Vertreter der Gattung Acidosasa wachsen strauch- bis baumförmig. Die Rhizome sind leptomorph. Die Halme stehen aufrecht und wachsen zerstreut. Die Internodien sind stielrund und direkt über den Ästen leicht gerillt. Die Knoten sind leicht hervorstehend. In der Mitte des Halms werden je Knoten drei, zur Spitze hin drei bis fünf Äste gebildet. Die Halmscheiden fallen früh ab und sind spärlich borstig behaart. Die Blattöhrchen sind klein oder können fehlen, sie können bewimpert sein (oral setae). Die Halmblattspreite ist lanzettlich oder dreieckig. Die Laubblätter sind meist mittelgroß, die Öhrchen sind klein oder können fehlen. Die Laubblattspreite zeigt eine große Zahl sekundärer Blattadern.
Die Blütenstände sind endständige Trauben oder traubige Rispen ohne Tragblätter. Die Ährchen sind lang gestielt, dick und bilden mehrere bis viele Blütchen. Je Ährchen werden zwei bis vier Hüllspelzen gebildet. Die Vorspelze ist groß, vielnervig, zugespitzt oder kurz stachelspitzig. Die Deckspelze ist meist kürzer als die Vorspelze, zweifach gekielt und zwischen den Kielen geadert. Es werden drei häutige und am Rand durchscheinende Schwellkörper gebildet. Die sechs Staubblätter haben freistehende Staubfäden, die Staubbeutel sind gelb. Der Fruchtknoten hat nur undeutlich ausgebildete Anhängsel. Es wird ein Griffel mit drei gefiederten Narben gebildet.
Neue Sprösslinge erscheinen im Frühling oder im Frühsommer, die Arten blühen von Sommer bis Herbst.

## Verbreitung und Ökologie
Das natürliche Verbreitungsgebiet der etwa elf Arten liegt in China und Vietnam, zehn Arten sind in China endemisch.

## Systematik und Forschungsgeschichte
Acidosasa ist eine Gattung aus der Familie der Süßgräser (Poaceae), in der sie der Unterfamilie Bambusoideae, Tribus Arundinarieae zugeordnet wird. Die Gattung Acidosasa wurde 1981 durch Bao Min Yang in Journal of Hunan Teachers' College. (Natural science edition) 1981, Teil 2, Seite 54 erstbeschrieben. Ein Synonym der Gattung ist Metasasa W.T.Lin.
Der Gattung werden folgende Arten zugeordnet:
- Acidosasa breviclavata W.T.Lin: Guangdong.[3]
- Acidosasa brilletii (A.Camus) C.S.Chao & Renvoize: Nördliches Vietnam.[3]
- Acidosasa chinensis C.D.Chu & C.S.Chao: Guangdong.[3]
- Acidosasa edulis (T.H.Wen) T.H.Wen: Fujian.[3]
- Acidosasa glauca B.M.Yang: Fujian und Hunan.[3]
- Acidosasa guangxiensis Q.H.Dai & C.F.Huang: Guangxi.[3]
- Acidosasa lingchuanensis (C.D.Chu & C.S.Chao) Q.Z.Xie & X.Y.Chen: Guangxi.[3]
- Acidosasa nanunica (McClure) C.S.Chao & G.Y.Yang: Südliches China.[3]
- Acidosasa notata (Z.P.Wang & G.H.Ye) S.S.You: Fujian, Jiangxi und Zhejiang.[3]
- Acidosasa purpurea (Hsueh & T.P.Yi) Keng f.: Südliches China.[3]
- Acidosasa venusta (McClure) Z.P.Wang & G.H.Ye ex C.S.Chao & C.D.Chu: Guangdong.[3]